# ستيفين كين
ستيفين كين (بالإنجليزية: Steve Kean)‏ (30 سبتمبر 1967 المملكة المتحدة - ) هو لاعب كرة قدم بريطاني، يلعب كلاعب وسط.

## وصلات خارجية
ستيفين كين على موقع قاعدة بيانات كرة القدم.إي يو (الإنجليزية)